# Paolo Pastorelli
Paolo Pastorelli (n. 6 ianuarie 1943, Gallarate, Lombardia, Regatul Italiei – d. 15 martie 2013, Roma, Italia) a fost un om politic italian, membru al Parlamentului European în perioada 1999-2004 din partea Italiei. 